# Tross
Der Begriff Tross (Gepäck, aus afrz. trosse, ‘Bündel, v. lat. torsus ‘gewunden’, v. torquēre ‘drehen, winden’) bezeichnet, beginnend mit den ersten militärgeschichtlichen Überlieferungen bis etwa zum Ende des Zweiten Weltkriegs, jene rückwärtigen Teile einer Militäreinheit, die Unterstützungsaufgaben insbesondere im Nachschub sowie im Versorgungs- und Transportbereich übernahmen. Bis in die Zeit der Landsknechtsheere wurden deren Angehörige als Trossknechte bezeichnet und waren später in Deutschland als Neupreußische Trainbataillone organisiert. In der Marine hat sich bis heute der Begriff des Trossschiffs erhalten.

## Aufgabe und Funktion
Im Rahmen der Marschordnung einer größeren Militäreinheit nahm der Tross tendenziell einen der hinteren und somit einen der vermeintlich sichereren Plätze ein. Hier wurden je nach Ausstattung und verfügbarem Transportmitteln auf Trägern, Tragetieren und/oder Wagen Nahrungsmittel, sperriges Gepäck, aber oftmals auch schwerere Rüstungsteile transportiert. Die römischen Legionäre marschierten z. B. nur bei erwartetem Feindkontakt mit ihren sperrigen Schilden und transportierten sie ansonsten im Tross, um sie vor dem Kampf anzulegen. Oft schlossen sich auch Familien der Soldaten, Prostituierte, Marketender und dergleichen einer marschierenden Armee im Tross an. Der Tross hatte keinen aktiven Kampfauftrag und benötigte oftmals selbst Sicherungsmannschaften, die ihn schützten. 
Gelang es einer feindlichen Streitmacht den Tross zu vernichten oder zu erbeuten, dann stürzte dies die betroffene Armee oftmals in massive Probleme, da dann der Großteil der Nahrungsvorräte, der Ersatzwaffen, der Munitionsvorräte, des Zeltmaterials und eventuell vorhandener Werkzeuge verloren war. Im Rahmen eines militärischen Hinterhalts galt es deshalb als sinnvoll, sofern möglich zuerst den tendenziell schwach verteidigten Tross zu attackieren. Der Tross war also für die Versorgung einerseits unabdingbar, schränkte jedoch andererseits die Bewegungsfreiheit der Armee ein.
Je nach Epoche und Größe der Militäreinheit sprach man von Legionstross, Feld-Equipage, Bataillonstross, Regimentstross, Divisionstross oder Armeetross.
Seit dem Ende des Zweiten Weltkriegs ist der Begriff „Tross“ als Bezeichnung rückwärtiger Einheiten hingegen aus dem militärischen Sprachgebrauch weitestgehend verschwunden. Stattdessen wird damit heutzutage die Schnittstelle zwischen Versorgungseinheiten und der Kampfeinheit innerhalb dieser bezeichnet. So steht meist der Spieß dem Tross vor. Zusätzlich gehören die Personen des Nachschubs einer Kampfeinheit dem Tross an. Während einer Übung ist es Hauptaufgabe des Trosses, die Einheit mit Truppenverpflegung zu versorgen.

### Antike
Im antiken Griechenland hatten die freien Bürger, die in Griechenland die Phalanx stellten, oft einen oder mehrere Diener bei sich, die ihre Herren vor und nach der Schlacht versorgten, ohne jedoch selbst mitzukämpfen, was natürlich die Nahrungsmittel- und Wasserversorgung der Armee erheblich erschwerte. Philipp II. von Makedonien beschränkte deshalb in seiner Armee die Zahl der Diener auf einen für drei Soldaten.

### Der Tross in der römischen Legion
Der Tross in römischen Legionen hatte die Aufgabe, die Versorgung der Legionäre auf einem Feldzug zu gewährleisten. Neben einfachen Hilfskräften wie je einem Maultiertreiber, meist Unfreie, mit einem Maultier je Contubernium, gehörten auch diverse Handwerker, Vermesser für den Feldlager- und Straßenbau sowie Ärzte und Sanitäter zum Tross jeder Legion. Die Maultiertreiber mit ihren Maultieren folgten außer unmittelbar vor einem Gefecht hinten angeschlossen an jede Centurie, damit das darauf verlastete Material wie Schanzzeug und Zelt unmittelbar bei Eintreffen im Feldlager zum Bau zur Verfügung stand. Bestandteil waren auch weitere Hilfskräfte mit der Anschlussversorgung der Verpflegung, die der Legion und ihren Hilfstruppen täglich nachgeführt werden musste.
Der Tross zählte zum nichtkämpfenden Teil der Legion und umfasste etwa 1000 Mann. Außer in unmittelbaren Notsituationen wurde dieser in einer Schlacht nicht eingesetzt, da seine Mitglieder weder über die Ausbildung noch die Ausrüstung dafür verfügten.
Innerhalb der Marschordnung nahm der Tross verschiedene Positionen ein. Dies hing immer von der Gefahrenlage und dem Gelände ab, in dem sich die Legion bewegte. Typischerweise marschierten vor dem Tross die Hauptkräfte der Legion, während der Schluss von einer Nachhut gesichert wurde. In besonders kritischen Situationen marschierten Teile der Legion auch an den Flanken des Trosses.
Zusammen mit dem Tross erreichte eine Legion eine Marschlänge von vier bis fünf Kilometer. Die Größe des Trosses und die Beschaffenheit des Marschweges hatte einen entscheidenden Einfluss auf die Geschwindigkeit des gesamten Großverbandes. Daher nutzten die römischen Legionen – wo immer es ging – die von ihnen selbst angelegten und befestigten Römerstraßen.

### Dreißigjähriger Krieg
Im Dreißigjährigen Krieg gehörten zum Tross (Bagage), der für die Versorgung der Soldaten zuständig war (Logistiker, Ingenieure, Ärzte, Handwerker, Marketender u. Feldgeistliche) vor allem die Familien der Soldaten, die der Armee hinterherreisten, sowie viele andere Zivilpersonen. Dazu kamen oft Flüchtlinge, Marodeure und Prostituierte; zwischen den Menschenmassen wurden oft ganze Herden von Nutztieren bewegt. 
Der zivile Anhang eines deutschen Landsknechtsheeres wurde vom sog. „Hurenwaibel“ verwaltet; meist überstieg die Größe der Bagage die der kämpfenden Truppe um ein Vielfaches. Es konnte vorkommen, dass eine 1000-köpfige Armee von 500 Frauen und 300 Kindern begleitet wurde.

### Napoleonische Kriege
Die Französische Revolution brachte bei den Revolutionsheeren eine damals revolutionäre Neuerung hervor: Statt sich auf einen großen, schwerfälligen Tross für die Versorgung der Truppen zu verlassen, marschierten die Franzosen ohne Tross und bedienten sich der Ressourcen des durchzogenen Landes. Dieses Vorgehen erlaubte ihnen, sehr schnell zu marschieren und zur Not weitgehend unabhängig von festen Straßen zu operieren. Der Nachteil davon war, dass die marschierende Armee auf ein reiches Umland angewiesen war, in dem sie ihre Vorräte ergänzen konnten, andernfalls war sie schnell durch Hunger bedroht. Dies war zum Beispiel bei Napoleons Russlandfeldzug 1812 der Fall, bei dem Napoleon zwar einen gewaltigen Tross versammelt hatte, der allerdings bei weitem nicht ausreichte, um seine Truppen zu versorgen.